# Jean Constantin
Jean Constantin (ur. 21 sierpnia 1928 w Techirghiolu; zm. 26 maja 2010 w Konstancy) – rumuński aktor filmowy i teatralny.

## Filmografia
- Poker (2010)
- Supraviețuitorul (2008) .... Limba
- Roming (2007) .... Somali
- Păcală se întoarce (2006)
- Tak spędziłem koniec świata (2006; Cum mi-am petrecut sfârșitul lumii)
- Sexy Harem Ada-Kaleh (2001)
- A doua cădere a Constantinopolului (1994) .... Ismail
- Atac în bibliotecă (1992)
- Miss Litoral (1990) .... Nea Mielu' Capitan de cursa lunga
- Chirița la Iași (1987)
- În fiecare zi mi-e dor de tine (1987)
- Coana Chiriţa (1986)
- Colierul de turcoaze (1985) .... Profesorul Aurica
- Masca de argint (1985) .... Profesorul Aurica
- Sosesc păsările calatoare (1984)
- Am o idee (1981)
- Duelul (1981) .... Limba
- Un echipaj pentru Singapore (1981)
- Iancu Jianu, haiducul (1981)
- Pruncul, petrolul și Ardelenii (1981)
- "Fin du Marquisat d'Aurel, La" (1980) (mini) TV Series .... Le fermier de Saint-Trinit
- Al treilea salt mortal (1980)
- Nea Mărin miliardar (1979) .... Mob Boss #1
- Brațele Afroditei (1978)
- Expresul de Buftea (1978)
- Revanșa (1978) .... Limbă
- Eu, tu și Ovidiu (1977)
- Împușcături sub clar de lună (1977) .... Badea Carneci
- Cuibul salamandrelor (1976) .... Jean
- Gloria nu cîntă (1976)
- Toate pînzele sus (1976) .... Ismail
- Zile fierbinți (1976)
- Evadarea (1975)
- Mastodontul (1975)
- Nemuritorii (1974)
- Nu filmăm să ne amuzăm (1974)
- Explozia (1973) .... Tilică
- Un comisar acuză (1973) .... Limba
- "Révolte des Haîdouks, La" (1972) TV Series .... Parpanghel
- Adio, dragă Nela! (1972)
- Felix și Otilia (1972)
- B.D. la munte și la mare (1971) .... Patraulea
- B.D. în alertă (1970) .... Patraulea
- B.D. intra în actiune (1970) .... Patraulea
- Haiducii lui Șaptecai (1970) .... Parpanghel
- Zestrea domnitei Ralu (1970) .... Parpanghel
- Canarul și viscolul (1969)
- Prea mic pentru un război atît de mare (1969)
- Răzbunarea haiducilor (1968) .... Parpanghel
- Zile de vară (1968) .... Aurel
- Maiorul și moartea (1967)
- Procesul alb (1965)